# Panamá nos Jogos Pan-Americanos de 1951
O Panamá competiu nos Jogos Pan-Americanos de 1951 em Buenos Aires de 25 de fevereiro a 10 de março de 1951. Conquistou duas medalhas de bronze.

## Medalhistas
| Atleta         | Esporte              | Evento                                  | Medalha |
| -------------- | -------------------- | --------------------------------------- | ------- |
| Emerson Holder | Levantamento de peso | Até 75 kg (peso médio) - masculino      | Bronze  |
| Luis Friedman  | Lutas                | Mais de 87 kg (peso pesado) - masculino | Bronze  |

| Esporte              | Medalha de ouro | Medalha de prata | Medalha de bronze | Total |
| Levantamento de peso | 0               | 0                | 1                 | 1     |
| Lutas                | 0               | 0                | 1                 | 1     |
| Total                | 0               | 0                | 2                 | 2     |

## Basquetebol
| Equipe | Fase preliminar        | Fase classificatória   | Repescagem             | Fase final                                                                                             | Pos. |
| Equipe | Adversário e resultado | Adversário e resultado | Adversário e resultado | Adversário e resultado                                                                                 | Pos. |
| --- | ---------------------- | ---------------------- | ---------------------- | --- | ---- |
| Julio Arosemena Rubén Blades Antonio Castorina Luis Celis Clyde Cumberbatch José Echeverría Alfonso Frazer Rafael Jaén Eugenio Luzcando Ricardo Santos Fernando Tom Cecilio Williams | COL Colômbia V 60-56   | BRA Brasil D 44-62     | MEX México V 62-57     | CHI Chile D 51-61 USA Estados Unidos D 55-90 ARG Argentina D 54-65 CUB Cuba D 67-73 BRA Brasil V 70-51 | 6º   |